# Jerusalemer Erklärung zum Antisemitismus
Die Jerusalemer Erklärung zum Antisemitismus (englisch Jerusalem Declaration on Antisemitism, abgekürzt JDA) vom März 2021 beansprucht, den Begriff des Antisemitismus neu zu definieren. Sie wurde ab Juni 2020 von etwa 20 Akademikern erstellt und von rund 359 weiteren unterzeichnet. Sie richtet sich gegen die  Antisemitismusdefinition der International Holocaust Remembrance Alliance (IHRA) von 2016, die bis 2020 56 Staaten und viele Institutionen weltweit anerkannt hatten.

## Entstehung
Nach Angaben der JDA-Webseite erstellten wechselnde Arbeitsgruppen aus Autoren, die zu Antisemitismus, zum Holocaust oder verwandten Themen publiziert haben, den Text von Juni 2020 bis März 2021 online. Als Koordinatoren der Arbeitstreffen nennt die Webseite die Professoren Seth Anziska, Aleida Assmann, Alon Confino, David Feldman, Amos Goldberg und Stefanie Schüler-Springorum sowie Brian Klug und Emily Dische-Becker. Weil das erste Autorentreffen am Van Leer Jerusalem Institute stattfand, wurde die Erklärung nach Jerusalem benannt. Die Erstunterzeichner der JDA waren mehr als 200 Akademiker und Institutsleiter aus Europa, Israel, Kanada und den USA. Nach ihrer Veröffentlichung unterzeichneten rund 200 weitere Akademiker die Erklärung,
darunter
- Yaakov Ariel
- Jan Assmann
- Annette Becker
- Seyla Benhabib
- Wolfgang Benz
- Frank Biess
- Donald Bloxham
- Marina Caffiero
- Jennifer Evans,
- Richard A. Falk
- Federico Finchelstein
- Efrat Gal-Ed
- Alexander Korb
- Per Leo
- Giovanni Levi
- Sergio Luzzatto
- Ruth Mandel
- Paul Mendes-Flohr
- Ralf Michaels
- Eva Mroczek
- Ephraim Nimni
- Robert Jan van Pelt
- David Ranan
- Roberto Saviano
- Wolfgang Schieder
- Jason Stanley
- Ilan Stavans
- Dan Stone
- Enzo Traverso
- Nadia Urbinati
- Ulrich Wyrwa

## Absicht und Inhalt
Die JDA kritisiert die Arbeitsdefinition der IHRA als „weder klar noch kohärent“ und wirft ihr vor, den Unterschied zwischen antisemitischer Rede und legitimer Kritik an Israel und am Zionismus zu verwischen. Damit delegitimiere die IHRA israelkritische Stimmen von Palästinensern und anderen, auch Juden. Dies erschwere den Kampf gegen Antisemitismus. Die JDA will antisemitische Rede über Israel und Zionismus von legitimer Israelkritik unterscheiden helfen und damit die für sie unklaren Kriterien der IHRA überwinden. Damit will sie auch staatliche Gesetzgebung gegen Diskriminierung und für Meinungsfreiheit erleichtern, aber keinen legalen Code zur Festlegung von Hassrede bieten.
Die JDA definiert Antisemitismus als „Diskriminierung, Vorurteil, Feindseligkeit oder Gewalt gegen Jüdinnen und Juden als Jüdinnen und Juden“. Die damit einhergehende Essentialisierung sei rassistisch. Was für Rassismus im Allgemeinen gelte, gelte im Besonderen auch für Antisemitismus. Die JDA unterscheidet den Antizionismus kategorisch vom Antisemitismus und will vor allem nicht-antisemitischen Antizionismus als freie Rede schützen. Sie versteht Zionismus als jüdischen Nationalismus, der einer Debatte prinzipiell offenstehe, während Bigotterie und Diskriminierung gegen Juden oder andere nie akzeptabel seien. Die JDA-Autoren erklären, dass sie damit keine politische Agenda und keine einheitliche Lösung des Israel-Palästina-Konflikts verfolgen.
Die JDA enthält 15 Richtlinien, davon fünf allgemeine und zehn spezielle zu Israel und Palästina. Diese reagieren auf die IHRA-Beispiele und die öffentliche Debatte zum selben Thema. Einige Richtlinien heben die Autoren selbst hervor: Nach Richtlinie 10 ist es antisemitisch, das Recht von Juden zu bestreiten, kollektiv und individuell als Juden im Staat Israel zu existieren und zu gedeihen. Dies widerspreche nicht den Richtlinien 12 und 13, wonach Kritik am Zionismus, Argumente für eine andere, volle Gleichheit garantierende staatliche Verfassung für die Region „zwischen dem Fluss und dem Meer“ und empirische Kritik am Staat Israel, seinen Institutionen und Gründungsprinzipien nicht per se antisemitisch seien.
In Bezug auf den Israel-Palästina-Konflikt erklärt Leitlinie 12, es sei „nicht per se antisemitisch, Regelungen zu unterstützen, die allen Bewohner:innen zwischen dem Fluss [Jordan] und dem Meer volle Gleichberechtigung zugestehen, ob in zwei Staaten, einem binationalen Staat, einem einheitlichen demokratischen Staat, einem föderalen Staat oder in welcher Form auch immer.“ Die 14. Richtlinie erklärt die antiisraelische Kampagne Boycott, Divestment and Sanctions (BDS) zu einer Protestform gegen Staaten, die nicht per se antisemitisch sei. Die Autoren geben an, dass sie keine einheitliche Meinung zu BDS vertreten.

## Rezeption
Einige deutsche Medienberichte begrüßten die JDA als Beitrag zu einer sachlichen Debatte um Antisemitismus und Israelkritik. In der israelischen Zeitung Haaretz äußerte sich Omer Bartov, ein Unterzeichner der JDA, ähnlich positiv dazu. Die Kulturwissenschaftlerin und Erstunterzeichnerin der JDA Aleida Assmann betonte, die Erklärung verbinde den Kampf gegen Antisemitismus untrennbar mit dem Kampf gegen weitere, etwa rassistische, ethnische, kulturelle, religiöse oder geschlechtsspezifische Formen von Diskriminierung. Die Anerkennung der Singularität des Holocaust bedeute nicht, dass dafür Ausschließlichkeit als Gegenstand des Erinnerns beansprucht werden dürfe.
Alan Posener, Jürgen Kaube, Rafael Seligmann, Jan Feddersen, Guenther Jikeli, Uwe Becker und das Jüdische Forum für Demokratie und gegen Antisemitismus kritisierten die JDA als Verharmlosung von antisemitischen Formen des Antizionismus.
Die Antisemitismusforscher Lars Rensmann, Julia Bernstein und Monika Schwarz-Friesel kritisieren die JDA als inkonsistent, unwissenschaftlich, als Rückfall hinter den langjährigen Forschungsstand zu israelbezogenem Antisemitismus und als politisches Manifest gegen den Staat Israel. Rensmann wies auch darauf hin, dass die Mehrheit der Autoren und Unterzeichnenden der Erklärung fachfremd sei und wenig oder überhaupt nicht zu Antisemitismus geforscht habe. Erhebliche Kritik an der Erklärung kam auch von Wissenschaftlern wie Jeffrey Herf, David Hirsh, Matthias Küntzel, Cary Nelson oder Richard Landes.
Der Antisemitismusforscher Klaus Holz betont, dass die Jerusalemer Definition wie auch die der IHRA „an zentraler Stelle begriffliche Unklarheiten“ aufweise: So würden Rassismus und Antisemitismus nicht hinreichend unterschieden. Wer Antisemitismus als besondere Form des Rassismus verstehe, lege nahe, dass Antirassisten auch gegen Antisemitismus einträten. Ebendies sei aber nicht gegeben, wie die postkoloniale Kritik an Israel als Staat weißer Siedler zeige. Auch fehle das sekundär-antisemitische Stereotyp der Gleichsetzung von israelischem Vorgehen mit dem der Nationalsozialisten. Die verbreitete Kritik an der Jerusalemer Definition ignoriere aber, dass sie „von vielen ausgewiesenen Expert*innen unterstützt“ wird. Die Kritiker würden diese jüdischen Wissenschaftler beschuldigen, Antisemitismus zu verharmlosen. Dergleichen Einlassungen seien ein Zeichen für den Grad an Polarisierung und teilweise sogar Unversöhnlichkeit, den die Debattenkultur zum Thema Antisemitismus aufweise: Dies diene „weder der Erkenntnis noch der Abwehr des Antisemitismus“.
Die progressive jüdische Vereinigung J-Street übernahm die Jerusalemer Erklärung. Auch die deutsche Partei Die Linke fasste auf ihrem Parteitag im Mai 2025 – gegen den Rat von Parteichef Jan van Aken – mit knapper Mehrheit einen Entschluss, wonach sie sich der Jerusalemer Erklärung anschloss und gleichzeitig die Anwendung der Antisemitismusdefinition der IHRA als „massives Einfallstor für autoritäres, staatliches Handeln“ kritisierte. Dies stieß auf scharfe Kritik des Zentralrats der Juden in Deutschland. Auch der frühere Ministerpräsident Thüringens Bodo Ramelow kritisierte den Beschluss seiner Partei deutlich. Der Völkerrechtler Itamar Mann von der Universität Haifa hingegen begrüßte diesen Schritt und empfahl Deutschland, sich dem Beschluss der Linken anzuschließen. Dies würde jüdischen Pluralismus stärken. In dem „zunehmend angespannten politischen Klima“ werde der Antisemitismus-Vorwurf allzu häufig genutzt, um auch jüdische Stimmen zu unterdrücken.